# Осока толстостолбиковая
Осока толстостолбиковая, или Осока пустынная (лат. Carex pachystylis) — многолетнее травянистое растение, вид рода Осока (Carex) семейства Осоковые (Cyperaceae). Является исключительно ценным пастбищным кормом с высокой питательной ценностью.

## Ботаническое описание
Осока толстостолбиковая — вечнозелёное растение с прямым стеблем длиной от 4 до 30 см и корневищем длиной до 6 м.
Листья плоские, короче стеблей.
Колоски (4-6 штук) скучены в плотную ромбическую головку.

## Распространение и экология
Растение встречается на Кавказе (Армения), в  Северной Африке (Египет), в Передней Азии (Афганистан, Иран, Ирак, Израиль, Иордания, Ливан, Сирия, Турция), и в Средней Азии (Казахстан, Кыргызстан, Таджикистан, Туркменистан, Узбекистан).
Хорошо развивается на суглинистых, глинистых и супесчаных серозёмах. Широко распространена в подгорных пустынях, образуя вместе с мятликом луковичным (Poa bulbosa) эфемеровые пастбища. При отсутствии выпаса или при умеренном выпасе вытесняет мятлик, а при чрезмерном выпасе господство переходик уже к мятлику.

## Химический состав
| Фаза            | От абсолютного сухого вещества в % | От абсолютного сухого вещества в % | От абсолютного сухого вещества в % | От абсолютного сухого вещества в % | От абсолютного сухого вещества в % |
| Фаза            | золы                               | протеина                           | жира                               | клетчатки                          | БЭВ                                |
| --------------- | ---------------------------------- | ---------------------------------- | ---------------------------------- | ---------------------------------- | ---------------------------------- |
| До цветения     | 9,3                                | 22,8                               | 5,3                                | 18,8                               | 43,8                               |
| Цветение        | 7,6                                | 19,0                               | 3,3                                | 20,5                               | 49,6                               |
| Плодоношение    | 8,5                                | 15,4                               | 3,6                                | 23,5                               | 49,0                               |
| Сухое растение  | 8,2                                | 8,4                                | 2,6                                | 28,6                               | 52,2                               |
| Зимнее растение | 10,2                               | 7,5                                | 2,3                                | 34,6                               | 45,4                               |

На 100 кг сухой массы в конце цветения приходится 102,1 кормовых единиц и 8,5 кг переваримого белка. В сухих летних растениях содержится 51,7 кормовых единиц и 2,6 переваримого белка.

## Значение и применение
Один из лучших весенних кормов пустыни. В зелёном и сухом виде поедается всеми видами сельскохозяйственных животных и особенно лошадьми и овцами. При поедании вместе с мятликом животные поправляются и нажировываются после зимы. Сухие остатки в течение лета и зимой поедаются удовлетворительно. Растение хорошо переносит умеренное вытаптывание. В благоприятную весну после стравливания может дать 30—40 % отавы от первоначального запаса.
Используется как декоративное растение.